# Mord ist ihr Hobby – Der letzte freie Mann
Der letzte freie Mann (original The Last Free Man) ist ein US-amerikanischer Fernsehfilm aus dem Jahr 2001. Regie führte Anthony Shaw, das Drehbuch schrieb Matthew Sommer. Die Hauptrollen spielten Angela Lansbury, Phylicia Rashād, Michael Jace und David Ogden Stiers. Der letzte freie Mann ist der dritte von vier Fernsehfilmen, die als Fortsetzungen der Serie Mord ist ihr Hobby entstanden.

## Handlung
Bei einem Vortrag der Historikerin Cassandra Hawkins erfährt die Krimiautorin Jessica Fletcher von dem Sklaven Samuel Pinckney, der kurz vor dem Amerikanischen Bürgerkrieg lebte. Er war offiziell im Besitz von Jessicas entfernter Verwandten Sarah McCullough und ein Vorfahr von Cassandra Hawkins. 1861 wurde Pinckney beschuldigt, den weißen Farmer Robert Mercer am Tag von dessen Hochzeit ermordet zu haben. Es heißt auch, Pinckney sei auf der Flucht getötet worden. Cassandra Hawkins berichtet, sie habe zwei Grabsteine für einen Samuel Pinckney mit demselben Geburtsdatum gefunden, einen von 1961 in Virginia und einen in Pennsylvania, der Jahre später datiert ist. Sie hat außerdem eine silberne Taschenuhr, in der eingraviert ist, dass McCullough sie Pinckney geschenkt hat. Cassandra und Jessica wollen die Geschehnisse um Pinckney aufklären. Der ebenfalls anwesende Historiker Stanford Thornton ist daran nicht interessiert. Er möchte das Gedenken an den alten Süden bewahren und meint, er verstehe nicht, warum Pinckney geflohen sei. Er habe sich doch nur dem Sheriff stellen müssen.
Die beiden Frauen beginnen, Archive zu durchsuchen und Briefe von beziehungsweise an Sarah McCullough zu lesen. Bald finden sie heraus, dass McCullough mit Pinckney, den sie als Freund und nicht als Sklaven sah, bei der Hochzeitsfeier im Haus von Charles Hobbs, dem Vater der Braut, anwesend war, und dass Mercer bei eben dieser Feier ermordet wurde. Pinckney wurde schnell verdächtigt, vor allem von Jeb Bucknell, einem glühenden Südstaatler, der sich auf einen baldigen Krieg mit dem Norden freute. McCullough versuchte, Pinckney zu verteidigen, hatte dabei aber wenig Erfolg, auch weil sie mit Sklaven sympathisierte. Weitere Forschungen führen Jessica und Cassandra zu der deutlich über 100 Jahre alten Eliza Hoops. Dort erfahren sie, dass McCullough zufällig Pinckneys schwangere Frau Bess, von deren Existenz sie bis dahin nichts gewusst hatte, versteckt in einer Kutsche fand. Und dass Pinckney schon länger an der Underground Railroad beteiligt war, also dabei half, flüchtige Sklaven in den Norden zu schleusen, wobei er mit dem ermordeten Mercer zusammenarbeitete. Hoops erinnert sich flüchtig, als kleines Kind etwas davon mitbekommen zu haben. Sie finden auch einen Hinweis, dass McCullough während des Krieges in einem nahe gelegenen Lazarett gearbeitet hatte.
Jessica und Cassandra begeben sich zusammen mit dem mittlerweile neugierig gewordenen Thornton dorthin. Tatsächlich finden sie ein Tagebuch von Sarah McCullough, in denen sie von den Ereignissen bei der Flucht berichtet. Pinckney wurde auf dem Weg zu einem Treffen mit Bess und einem anderen Sklaven im Wald von Bucknell, der mit zusammen mit anderen den vermeintlichen Mörder jagte, aus der Ferne angeschossen. Trotzdem schaffte er es zum Treffpunkt, wo er auch Sarah McCullough vorfand. In dem Wissen, dass er an diesem Ort sterben würde, gab er den beiden Anweisungen für die weitere Flucht. Mit Hinweis auf das gemeinsame Kind konnte er Bess überzeugen, sofort zu gehen. Den anderen Sklaven bat er, auf Bess aufzupassen. Dieser folgte der Bitte und nahm nach der erfolgreichen Flucht den Namen Samuel Pinckney an. McCullough blieb bei dem sterbenden Pinckney. Kurz nach dessen Tod trafen mit Bucknell, Hobbs und dem Redakteur der lokalen Zeitung drei der Verfolger ein. McCullough konnte Charles Hobbs dazu bringen, den Mord an Mercer zuzugeben. Eine Hochzeit seiner Tochter mit einem Sklavenhelfer wäre seiner Ansicht mit der Ehre seiner Familie nicht zu vereinbaren gewesen. Bucknell und den Redakteur waren leicht davon zu überzeugen, ihn zu decken. Jessica und Cassandra meinen dazu, dass Hobbs es geschafft habe, damit durchzukommen, und dass das wohl so bleiben werde. Die Antwort des erzürnten Stanford Thornton dazu ist „Nicht, wenn ich dazu etwas zu sagen habe.“

## Hintergrund
Regisseur Anthony Peter Pullen Shaw, der in 68 Folgen der Serie und allen vier Fortsetzungsfilmen Regie führte, ist der Sohn Angela Lansburys. Die damals 90 Jahre alte Gloria Stuart bekam die Rolle der 112 Jahre alten Eliza Hoops, weil sie Angela Lansbury zufällig auf einem Markt traf. Der Schauspieler Trae Ireland ist in einer kleinen Rolle ohne Nennung im Vorspann zu sehen.
Der Drehbeginn von Der letzte freie Mann war für den 15. August 2000 geplant. Der Film wurde am 2. Mai 2001 von Columbia Broadcasting System erstausgestrahlt. Die deutsche Erstausstrahlung war am 12. November 2002 auf Premiere.
Der letzte freie Mann hatte in den Vereinigten Staaten mit 11,3 Millionen Zuschauern zwar eine ziemlich gute Sehbeteiligung, der wirtschaftliche Erfolg wurde aber relativiert, weil 75 Prozent des Publikums 50 Jahre oder älter war.

### Synchronisation
Der letzte freie Mann wurde von der Hermes Synchron GmbH synchronisiert.
| Rolle                               | Schauspieler       | Synchronsprecher  |
| ----------------------------------- | ------------------ | ----------------- |
| Jessica Fletcher / Sarah McCullough | Angela Lansbury    | Dagmar Altrichter |
| Samuel Pinckney                     | Michael Jace       | Lutz Schnell      |
| Stanford Thornton                   | David Ogden Stiers | Roland Hemmo      |
| Charles Hobbs                       | Madison Mason      | Christian Rode    |
| Jeb McNell                          | Tim Abell          | Stefan Staudinger |
| Sheriff Underwood                   | Mac Davis          | Hans Nitschke     |
| Louisa Ashland                      | Beth Grant         | Sonja Deutsch     |
| Robert Mercer                       | Tim DeKay          | Udo Schenk        |
| Archivarin                          | Elizabeth Dennehy  | Liane Rudolph     |
| Cornelius Ashland                   | John Hostetter     | Rüdiger Evers     |
| Laura Lee Kestes                    | Lee Garlington     | Rita Engelmann    |
| Eliza Hoops                         | Gloria Stuart      | Marianne Lutz     |

## Kritiken
Der letzte freie Mann wurde als „behäbig“ und angestaubt beurteilt. Das Lexikon des internationalen Films gestand dem Film zu, solide zu unterhalten, wenn auch „ohne sonderliche Überraschungen“. Die Doppelrolle von Angela Lansbury wird erwähnt, allerdings seien beide Rollen in ihren geringen Anforderungen zu weit von Lansburys Können entfernt. Der Film versuche, dem Krimi eine neue Richtung zu geben, doch gelinge es ihm nicht, dazu sei die Geschichte zu wacklig und die Figuren zu einfach konstruiert.